# Miotła

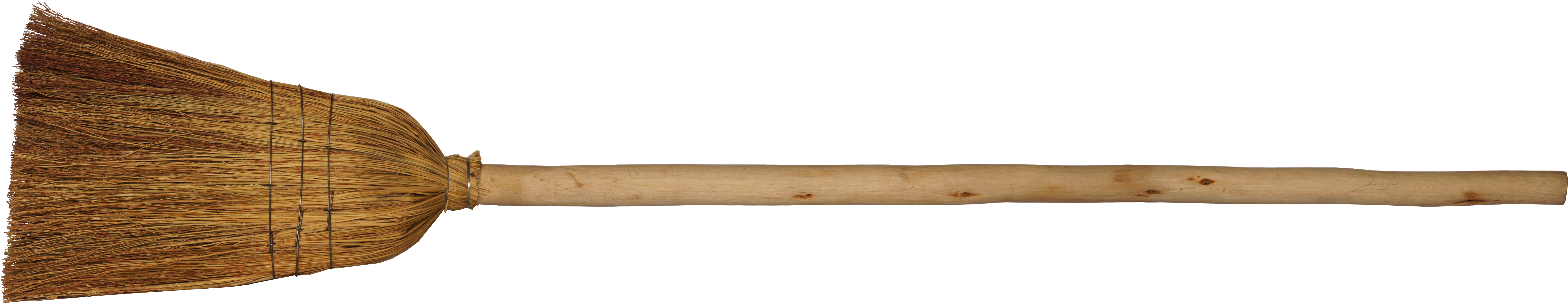
Miotła

Miotła – proste narzędzie czyszczące służące do usuwania pyłu i śmieci z płaskich powierzchni, przede wszystkim podłóg. Składa się z podłużnej, cylindrycznej rączki (styliska) i umieszczonego na jej końcu aparatu czyszczącego (w tradycyjnych miotłach pęk rózeg). Dawniej miotły powszechnie uznawano za podstawowy atrybut wiedźm i czarownic. Ich rola jako narzędzi umożliwiających latanie osobom uprawiającym czarną magię do dziś przetrwała w baśniach, legendach i popkulturze.
Mniejsze narzędzia czyszczące o podobnej konstrukcji często określa się mianem miotełek. Za odmianę miotły można uznać mop.

## Konstrukcja
Tradycyjna miotła była najczęściej pękiem brzozowych rózeg, związanych od strony nie rozwidlonej w kształt trzonka. Całość miała cylindryczny kształt – nieefektywny podczas zamiatania, ale zarazem najprostszy do wykonania. Długość styliska zależała od przewidywanego zastosowania miotły. Niekiedy rózgi mocowano (przywiązywano) do osobnego kija.

## Miotły i praktyki magiczne
W średniowieczu miotły powszechnie uważano za narzędzia umożliwiające wiedźmom latanie, zwykle w celu potajemnego docierania na sabaty. Według podań lot na miotle wymagał natarcia ciała odpowiednim specyfikiem. Jako taki najczęściej podawano maść sporządzoną z belladonny lub tłuszcz wytoczony z ciała niemowlęcia. Miotły miały pełnić także inne magiczne funkcje. Według legend wiedźmy wykorzystywały różdżki w kształcie trzonków mioteł, dzięki czemu mogły uniknąć podejrzeń. Inny przykład to zastosowanie miotły jako miejsca tymczasowego uwięzienia duszy innego człowieka.
Również współcześnie miotły pełnią funkcję narzędzi rytualnych w wielu kultach neopogańskich. Najczęściej symbolizują one sferę powietrza. Wykorzystuje się je między innymi do oczyszczania rytualnych kręgów z negatywnej energii. Kapłan lub kapłanka porusza się okrężnie zgodnie z kierunkiem wskazówek zegara, usuwając z kręgu niewielką warstwę ziemi. Często funkcję „oczyszczającą” zamiast miotły pełni kadzidło.

## Miotły w literaturze
- W powieści Andrzeja Sapkowskiego pt. „Narrenturm” główny bohater odbywa lot na miotle po nasmarowaniu ciała magicznym specyfikiem.
- W serii powieści o Harrym Potterze miotły to narzędzia wykorzystywane do latania podczas gry w Quidditcha.
- W powieści Michaiła Bułhakowa pt. „Mistrz i Małgorzata” po natarciu się maścią Małgorzata zmienia się w czarownicę i leci nad miastem na miotle.

## Inne zastosowania
- Tradycyjne miotły często wykorzystywane były w roli narzędzi służących do wymierzania kar cielesnych. Łączyły w sobie skuteczność i stosunkowo wysokie bezpieczeństwo (mała szansa poważnego zranienia bitego). Współcześnie rola ta zanikła, nadal natomiast wykorzystuje się odpowiednio wykonane miotły w BDSM.